# Comité militaire de l'Union européenne
Le Comité militaire de l'Union européenne (en abrégé CMUE ; en anglais European Union Military Committee, EUMC) est une instance européenne, mise en place dans le cadre de la politique de sécurité et de défense commune de l'Union européenne, pour donner des « avis militaires » et émettre des recommandations sur les questions militaires au comité politique et de sécurité du Conseil de l'Union européenne. Il donne des directives à l'état-major de l'Union européenne. C'est le plus haut niveau militaire de l'Union européenne.

## Composition
Le Comité militaire de l'UE est composé des chefs des forces de défense (ou chefs des forces armées ou chefs d'état-major des armées, selon les appellations nationales) de chacun des États membres, à l'exception du Danemark (qui bénéficiait d'une clause d'opt-out jusqu'en 2022, mais a décidé de rejoindre la politique de sécurité et de défense commune par référendum du 1er juin 2022). Ces derniers sont représentés à Bruxelles par des représentants militaires permanents.
Il inclut un groupe de travail pour traiter des affaires techniques, le Groupe de travail militaire de l'Union européenne (GTMUE) et un groupe appelé Headline goal task-force (HTF) qui traite essentiellement de la définition des capacités militaires dédiées à l'instrument militaire de l'Union européenne.
Le Comité militaire a un président permanent qui ne change pas à chaque présidence du Conseil deux fois par an. Il est lui-même ancien chef des forces de défense d'un État membre, désigné par le Conseil pour un mandat de principe de trois ans. Le président du Comité assure les fonctions de conseiller militaire du Haut représentant.
L'actuel président est Claudio Graziano, ancien commandant de la Force intérimaire des Nations unies au Liban (FINUL) de 2007 à 2010, chef d'état-major général de l'armée de terre italienne de 2011 à 2015 et chef d'état-major des forces armées italiennes jusqu'en 2018. 

### Rôle de commandement et de contrôle des missions
La structure de commandement et de contrôle (C2) de l'Union européenne, telle qu'elle est dirigée par des organes politiques composés de représentants des États membres et nécessitant généralement des décisions unanimes, depuis avril 2019 :
Liaison :  Conseils et des recommandations  Soutien et suivi  Travaux préparatoires 
| Niveau politique stratégique :         |                |                |                |                |                |  |  |                         |                         |                         |                         |                         |                         |  |  |                                                              |                                                              |                                                              |                                                              |                                                              |                                                              |  |  |                                          |                                          |                                          |                                          |                                          |                                          |                        |                        |                        |                        |
| EU ISS (IESUE)                         | EU ISS (IESUE) | EU ISS (IESUE) | EU ISS (IESUE) | EU ISS (IESUE) | EU ISS (IESUE) |  |  |                         |                         |                         |                         |                         |                         |  |  | Président du Conseil européen                                | Président du Conseil européen                                | Président du Conseil européen                                | Président du Conseil européen                                | Président du Conseil européen                                | Président du Conseil européen                                |  |  |                                          |                                          |                                          |                                          | Chaîne de commandement                   | Chaîne de commandement                   | Chaîne de commandement | Chaîne de commandement | Chaîne de commandement | Chaîne de commandement |
| EU ISS (IESUE)                         | EU ISS (IESUE) | EU ISS (IESUE) | EU ISS (IESUE) | EU ISS (IESUE) | EU ISS (IESUE) |  |  |                         |                         |                         |                         |                         |                         |  |  | Président du Conseil européen                                | Président du Conseil européen                                | Président du Conseil européen                                | Président du Conseil européen                                | Président du Conseil européen                                | Président du Conseil européen                                |  |  |                                          |                                          |                                          |                                          | Chaîne de commandement                   | Chaîne de commandement                   | Chaîne de commandement | Chaîne de commandement | Chaîne de commandement | Chaîne de commandement |
|                                        |                |                |                |                |                |  |  |                         |                         |                         |                         |                         |                         |  |  |                                                              |                                                              |                                                              |                                                              |                                                              |                                                              |  |  |                                          |                                          |                                          |                                          | Coordination / support                   |                                          |                        |                        |                        |                        |
|                                        |                |                |                |                |                |  |  |                         |                         |                         |                         |                         |                         |  |  |                                                              |                                                              |                                                              |                                                              |                                                              |                                                              |  |  |                                          |                                          |                                          |                                          |                                          |                                          |                        |                        |                        |                        |
| SatCen (CSUE)                          | SatCen (CSUE)  | SatCen (CSUE)  | SatCen (CSUE)  | SatCen (CSUE)  | SatCen (CSUE)  |  |  | CIVCOM                  | CIVCOM                  | CIVCOM                  | CIVCOM                  | CIVCOM                  | CIVCOM                  |  |  | Haut représentant (CAE)                                      | Haut représentant (CAE)                                      | Haut représentant (CAE)                                      | Haut représentant (CAE)                                      | Haut représentant (CAE)                                      | Haut représentant (CAE)                                      |  |  |                                          |                                          |                                          |                                          |                                          |                                          |                        |                        |                        |                        |
| SatCen (CSUE)                          | SatCen (CSUE)  | SatCen (CSUE)  | SatCen (CSUE)  | SatCen (CSUE)  | SatCen (CSUE)  |  |  | CIVCOM                  | CIVCOM                  | CIVCOM                  | CIVCOM                  | CIVCOM                  | CIVCOM                  |  |  | Haut représentant (CAE)                                      | Haut représentant (CAE)                                      | Haut représentant (CAE)                                      | Haut représentant (CAE)                                      | Haut représentant (CAE)                                      | Haut représentant (CAE)                                      |  |  |                                          |                                          |                                          |                                          |                                          |                                          |                        |                        |                        |                        |
|                                        |                |                |                |                |                |  |  |                         |                         |                         |                         |                         |                         |  |  |                                                              |                                                              |                                                              |                                                              |                                                              |                                                              |  |  |                                          |                                          |                                          |                                          |                                          |                                          |                        |                        |                        |                        |
| IntCen                                 | IntCen         | IntCen         | IntCen         | IntCen         | IntCen         |  |  | Haut représentant (GPM) | Haut représentant (GPM) | Haut représentant (GPM) | Haut représentant (GPM) | Haut représentant (GPM) | Haut représentant (GPM) |  |  | Haut représentant (CoPS) (******)                            | Haut représentant (CoPS) (******)                            | Haut représentant (CoPS) (******)                            | Haut représentant (CoPS) (******)                            | Haut représentant (CoPS) (******)                            | Haut représentant (CoPS) (******)                            |  |  | Président du EUMC                        | Président du EUMC                        | Président du EUMC                        | Président du EUMC                        | Président du EUMC                        | Président du EUMC                        |                        |                        |                        |                        |
| IntCen                                 | IntCen         | IntCen         | IntCen         | IntCen         | IntCen         |  |  |                         | Haut représentant (GPM) | Haut représentant (GPM) | Haut représentant (GPM) | Haut représentant (GPM) | Haut représentant (GPM) |  |  | Haut représentant (CoPS) (******)                            | Haut représentant (CoPS) (******)                            | Haut représentant (CoPS) (******)                            | Haut représentant (CoPS) (******)                            | Haut représentant (CoPS) (******)                            | Haut représentant (CoPS) (******)                            |  |  | Président du EUMC                        | Président du EUMC                        | Président du EUMC                        | Président du EUMC                        | Président du EUMC                        | Président du EUMC                        |                        |                        |                        |                        |
|                                        |                |                |                |                |                |  |  |                         |                         |                         |                         |                         |                         |  |  |                                                              |                                                              |                                                              |                                                              |                                                              |                                                              |  |  |                                          |                                          |                                          |                                          |                                          |                                          |                        |                        |                        |                        |
| CMPD                                   | CMPD           | CMPD           | CMPD           | CMPD           | CMPD           |  |  |                         |                         |                         |                         |                         |                         |  |  |                                                              |                                                              |                                                              |                                                              |                                                              |                                                              |  |  | Directeur général de l'EMUE (***)        | Directeur général de l'EMUE (***)        | Directeur général de l'EMUE (***)        | Directeur général de l'EMUE (***)        | Directeur général de l'EMUE (***)        | Directeur général de l'EMUE (***)        |                        |                        |                        |                        |
| CMPD                                   | CMPD           | CMPD           | CMPD           | CMPD           | CMPD           |  |  |                         |                         |                         |                         |                         |                         |  |  |                                                              |                                                              |                                                              |                                                              |                                                              |                                                              |  |  | Directeur général de l'EMUE (***)        | Directeur général de l'EMUE (***)        | Directeur général de l'EMUE (***)        | Directeur général de l'EMUE (***)        | Directeur général de l'EMUE (***)        | Directeur général de l'EMUE (***)        |                        |                        |                        |                        |
| Niveau stratégique militaire / civil : |                |                |                |                |                |  |  |                         |                         |                         |                         |                         |                         |  |  |                                                              |                                                              |                                                              |                                                              |                                                              |                                                              |  |  |                                          |                                          |                                          |                                          |                                          |                                          |                        |                        |                        |                        |
|                                        |                |                |                |                |                |  |  |                         |                         |                         |                         |                         |                         |  |  |                                                              |                                                              |                                                              |                                                              |                                                              |                                                              |  |  |                                          |                                          |                                          |                                          |                                          |                                          |                        |                        |                        |                        |
|                                        |                |                |                |                |                |  |  | Dir. MPCC (***) (MPCC)  | Dir. MPCC (***) (MPCC)  | Dir. MPCC (***) (MPCC)  | Dir. MPCC (***) (MPCC)  | Dir. MPCC (***) (MPCC)  | Dir. MPCC (***) (MPCC)  |  |  | Cellule commune de coordination en matière de soutien (JSCC) | Cellule commune de coordination en matière de soutien (JSCC) | Cellule commune de coordination en matière de soutien (JSCC) | Cellule commune de coordination en matière de soutien (JSCC) | Cellule commune de coordination en matière de soutien (JSCC) | Cellule commune de coordination en matière de soutien (JSCC) |  |  | Directeur du CPCC (Civ OpCdr) (CPCC) (*) | Directeur du CPCC (Civ OpCdr) (CPCC) (*) | Directeur du CPCC (Civ OpCdr) (CPCC) (*) | Directeur du CPCC (Civ OpCdr) (CPCC) (*) | Directeur du CPCC (Civ OpCdr) (CPCC) (*) | Directeur du CPCC (Civ OpCdr) (CPCC) (*) |                        |                        |                        |                        |
|                                        |                |                |                |                |                |  |  | Dir. MPCC (***) (MPCC)  | Dir. MPCC (***) (MPCC)  | Dir. MPCC (***) (MPCC)  | Dir. MPCC (***) (MPCC)  | Dir. MPCC (***) (MPCC)  | Dir. MPCC (***) (MPCC)  |  |  | Cellule commune de coordination en matière de soutien (JSCC) | Cellule commune de coordination en matière de soutien (JSCC) | Cellule commune de coordination en matière de soutien (JSCC) | Cellule commune de coordination en matière de soutien (JSCC) | Cellule commune de coordination en matière de soutien (JSCC) | Cellule commune de coordination en matière de soutien (JSCC) |  |  | Directeur du CPCC (Civ OpCdr) (CPCC) (*) | Directeur du CPCC (Civ OpCdr) (CPCC) (*) | Directeur du CPCC (Civ OpCdr) (CPCC) (*) | Directeur du CPCC (Civ OpCdr) (CPCC) (*) | Directeur du CPCC (Civ OpCdr) (CPCC) (*) | Directeur du CPCC (Civ OpCdr) (CPCC) (*) |                        |                        |                        |                        |
| Niveau opérationnel :                  |                |                |                |                |                |  |  |                         |                         |                         |                         |                         |                         |  |  |                                                              |                                                              |                                                              |                                                              |                                                              |                                                              |  |  |                                          |                                          |                                          |                                          |                                          |                                          |                        |                        |                        |                        |
|                                        |                |                |                |                |                |  |  | MF Cdr (****) (MFHQ)    | MF Cdr (****) (MFHQ)    | MF Cdr (****) (MFHQ)    | MF Cdr (****) (MFHQ)    | MF Cdr (****) (MFHQ)    | MF Cdr (****) (MFHQ)    |  |  |                                                              |                                                              |                                                              |                                                              |                                                              |                                                              |  |  | Chef de mission (*)                      | Chef de mission (*)                      | Chef de mission (*)                      | Chef de mission (*)                      | Chef de mission (*)                      | Chef de mission (*)                      |                        |                        |                        |                        |
|                                        |                |                |                |                |                |  |  | MF Cdr (****) (MFHQ)    | MF Cdr (****) (MFHQ)    | MF Cdr (****) (MFHQ)    | MF Cdr (****) (MFHQ)    | MF Cdr (****) (MFHQ)    | MF Cdr (****) (MFHQ)    |  |  |                                                              |                                                              |                                                              |                                                              |                                                              |                                                              |  |  | Chef de mission (*)                      | Chef de mission (*)                      | Chef de mission (*)                      | Chef de mission (*)                      | Chef de mission (*)                      | Chef de mission (*)                      |                        |                        |                        |                        |
| Niveau tactique :                      |                |                |                |                |                |  |  |                         |                         |                         |                         |                         |                         |  |  |                                                              |                                                              |                                                              |                                                              |                                                              |                                                              |  |  |                                          |                                          |                                          |                                          |                                          |                                          |                        |                        |                        |                        |
|                                        |                |                |                |                |                |  |  |                         |                         |                         |                         |                         |                         |  |  |                                                              |                                                              |                                                              |                                                              |                                                              |                                                              |  |  |                                          |                                          |                                          |                                          |                                          |                                          |                        |                        |                        |                        |
|                                        |                |                |                |                |                |  |  |                         |                         |                         |                         |                         |                         |  |  |                                                              |                                                              |                                                              |                                                              |                                                              |                                                              |  |  |                                          |                                          |                                          |                                          |                                          |                                          |                        |                        |                        |                        |
| CC(**) Terre                           | CC(**) Terre   | CC(**) Terre   | CC(**) Terre   | CC(**) Terre   | CC(**) Terre   |  |  | CC(**) Air              | CC(**) Air              | CC(**) Air              | CC(**) Air              | CC(**) Air              | CC(**) Air              |  |  | CC(**) Mer                                                   | CC(**) Mer                                                   | CC(**) Mer                                                   | CC(**) Mer                                                   | CC(**) Mer                                                   | CC(**) Mer                                                   |  |  | Autres CCs(**)                           | Autres CCs(**)                           | Autres CCs(**)                           | Autres CCs(**)                           | Autres CCs(**)                           | Autres CCs(**)                           |                        |                        |                        |                        |
| CC(**) Terre                           | CC(**) Terre   | CC(**) Terre   | CC(**) Terre   | CC(**) Terre   | CC(**) Terre   |  |  | CC(**) Air              | CC(**) Air              | CC(**) Air              | CC(**) Air              | CC(**) Air              | CC(**) Air              |  |  | CC(**) Mer                                                   | CC(**) Mer                                                   | CC(**) Mer                                                   | CC(**) Mer                                                   | CC(**) Mer                                                   | CC(**) Mer                                                   |  |  | Autres CCs(**)                           | Autres CCs(**)                           | Autres CCs(**)                           | Autres CCs(**)                           | Autres CCs(**)                           | Autres CCs(**)                           |                        |                        |                        |                        |
|                                        |                |                |                |                |                |  |  |                         |                         |                         |                         |                         |                         |  |  |                                                              |                                                              |                                                              |                                                              |                                                              |                                                              |  |  |                                          |                                          |                                          |                                          |                                          |                                          |                        |                        |                        |                        |
| Forces                                 | Forces         | Forces         | Forces         | Forces         | Forces         |  |  | Forces                  | Forces                  | Forces                  | Forces                  | Forces                  | Forces                  |  |  | Forces                                                       | Forces                                                       | Forces                                                       | Forces                                                       | Forces                                                       | Forces                                                       |  |  | Forces                                   | Forces                                   | Forces                                   | Forces                                   | Forces                                   | Forces                                   |                        |                        |                        |                        |
| Forces                                 | Forces         | Forces         | Forces         | Forces         | Forces         |  |  | Forces                  | Forces                  | Forces                  | Forces                  | Forces                  | Forces                  |  |  | Forces                                                       | Forces                                                       | Forces                                                       | Forces                                                       | Forces                                                       | Forces                                                       |  |  | Forces                                   | Forces                                   | Forces                                   | Forces                                   | Forces                                   | Forces                                   |                        |                        |                        |                        |

*Si une mission civile du PPSC se trouve également sur le terrain, la relation avec Capacité civile de planification et de conduite (CPCC) et son commandant des opérations civiles (Civ OpCdr), ainsi que le chef de mission subordonné (CDM), est coordonnée comme indiqué.
**Autres commandants de composante (CC) et directions des services qui peuvent être établis.
***Le MPCC fait partie de l’EMUE et le directeur du MPCC est également directeur général de l’EMUE. À moins que le MPCC ne soit utilisé comme quartier général des opérations (OHQ), un OHQ national offert par les États membres ou la structure de commandement de l’OTAN (NCS) servirait à cette fin. Dans ce dernier cas, le Commandant Suprême Adjoint des Forces Alliées en Europe (DSACEUR), plutôt que le directeur du MPCC, servirait de Commandant de l’Opération (OpCdr).
****À moins que le MPCC ne soit utilisé comme Quartier Général d’Opération (OHQ), le Commandant de la Force de Mission (MFCdr) serait connu comme Commandant de Force (FCdr), et dirigerait un Quartier Général de Force (FHQ) plutôt qu’un MFHQ. Alors que le MFHQ agirait à la fois au niveau opérationnel et tactique, le FHQ agirait uniquement au niveau opérationnel.
*****Le niveau stratégique politique ne fait pas partie de la structure C2 proprement dite, mais représente les organes politiques, avec les facilités de soutien associées, qui déterminent l’orientation générale des missions. Le Conseil de l’Union européenne détermine le rôle du haut représentant, qui est vice-président de la Commission européenne, assiste aux réunions du Conseil européen, préside le Conseil des affaires étrangères (CAE) et peut présider le Comité politique et de sécurité (CoPS) en temps de crise. Le haut représentant propose et met en œuvre les décisions PSDC.
******Même composition que le Comité des représentants permanents (COREPER) II, qui prépare également les travaux du CAE pour le CSDP.

### Présidents
| Président du comité                 | Portrait | Pays d'origine | Mandat             |
| ----------------------------------- | -------- | -------------- | ------------------ |
| Général Gustav Hägglunds            |          | Finlande       | 2001-2003          |
| Général Rolando Mosca Moschini (de) |          | Italie         | 2003-2006          |
| Général Henri Bentégeat             |          | France         | 2006-2009          |
| Général Håkan Syrén                 |          | Suède          | 2009-2012          |
| Général Patrick de Rousiers         |          | France         | 2012-2015          |
| Général Michaïl Kostarakos (en)     |          | Grèce          | 2015-2018          |
| Général Claudio Graziano            |          | Italie         | 2018 - 15 mai 2022 |
| Général Robert Brieger              |          | Autriche       | 16 mai 2022        |

## Représentants militaires permanents
Chaque pays nomme un représentant militaire permanent. En général, ce représentant militaire permanent  auprès du comité militaire de l'UE est aussi le représentant militaire permanent auprès de l'OTAN. Pour la France, le VAE Éric Chaperon assure ce double rôle depuis septembre 2017.